# Хусарейн
Хусарейн (фар. Húsareyn) — вершина на острове Стреймой, одном из островов Фарерского архипелага. Находится в центральной части автономного региона в 3-х километрах на северо-запад от Торсхавна в одноимённой коммуне. Высота — 345 м.

## Местность
Территория вокруг Хусарейна в основном холмистая, но на северо-востоке она становится равнинной. Самая высокая точка поблизости — Тунгульфьядль, 532 метра над уровнем моря, в 4,2 км к западу от Хусарейна. Территория вокруг обеих вершин состоит в основном из лугов.